# 제7회 세자르상
제7회 세자르상의 시상식에 관한 내용이다.

## 수상 및 후보

### 작품상
- 불을 찾아서 - 장 자크 아노 수상

### 여우주연상
- 포제션 - 이자벨 아자니 수상

## 같이 보기
- 제54회 아카데미상
- 제35회 영국 아카데미 영화상